# Sigfried Skaale
Sigfried Skaale (født 7. april 1906 i Tórshavn, død 10. juni 1977) var en færøsk revisor og politiker (FF).
Han arbejdede ved fogedembedet, senere ved toldkontoret, i Tórshavn. Derefter drev han eget revisionsfirma.
Skaale var medlem af bystyret i Tórshavn 1957–1972 og borgmester 1958–1967. Han var valgt til Lagtinget fra Suðurstreymoy 1962–66 og 1970–74. Han var valgt til revisor for kommunen 1945–1948 og for Lagtinget 1972–1976.
Sigfried Skaale var farfar til folketings- og lagtingsmedlem Sjúrður Skaale.